# Saint-Luc-de-Vincennes
Saint-Luc-de-Vincennes, también conocido antes como Ayotte, Saint-Luc y Saint-Luc-de-Champlain, es un municipio perteneciente a la provincia de Quebec en Canadá. Es la sede del municipio regional de condado (MRC) de Les Chenaux en la región administrativa de Mauricie.

## Geografía

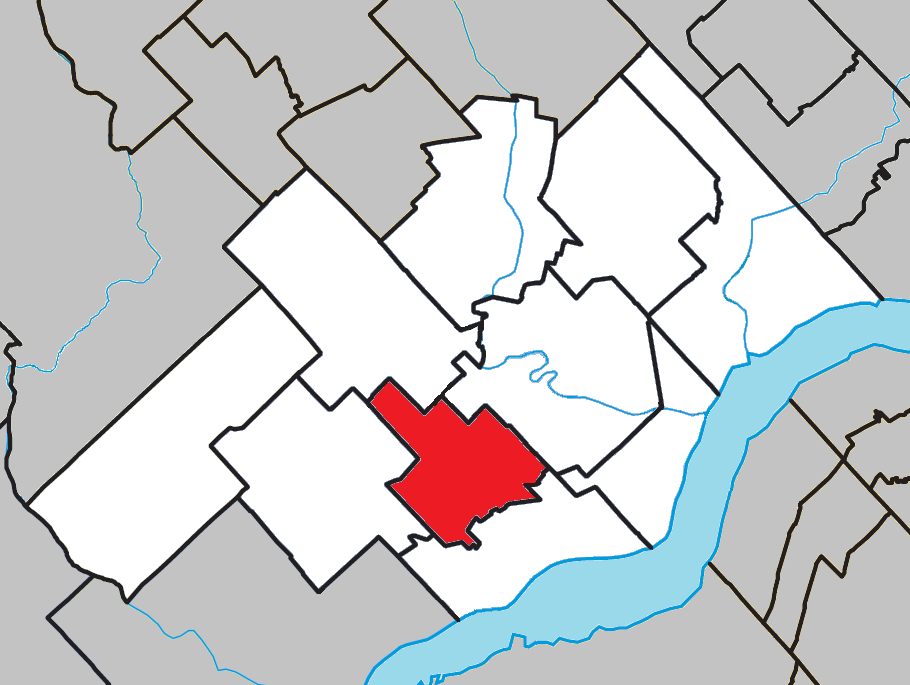
Territorio del MRC de les Chenaux, en rojo Saint-Luc-de-Vincennes

Saint-Luc-de-Vincennes se encuentra en la parte central del MRC de Les Chenaux, al noreste de Trois-Rivières. Limita al norte con Sainte-Geneviève-de-Batiscan, al sureste con Champlain, al suroeste con Saint-Maurice y al noroeste con Saint-Narcisse. Su superficie total es de 54,31 km², de los cuales 54,30 km² son tierra firme. El Río Champlain atraviesa el centro del pueblo. El suelo es argiloso en profundidad, creando a menudo corrimiento de tierras.

## Historia
El desarrollo de la localidad empezó con la implantación de una curtiembre en 1851 por el río Champlain. La localidad se llamaba entonces Ayotte, del nombre de Siméon Ayotte, censatario del  señorío de Champlain. En 1859, la nueva capilla construida fue nombrada Saint-Luc para el obispo de Trois-Rivières, Thomas Cooke. La parroquia católica de Saint-Luc fue constituida en 1864 a partir de partes de las parroquias de Saint-Narcisse, de Saint-Tite y de La Visitation-de-Champlain. Año siguiente, el municipio de parroquia de Saint-Luc y la commission scolaire de Saint-Luc-de-Vincennes fueron creadas aunque la oficina de correos llamada Vincennes abrió. Este nombre recuerda Jean-Baptiste Bissot de Vinsenne,  señor de Vincennes.
Algunos corrimientos de tierras sobrevinieron, más importantes en 1823, 1878, 1895, 1981 y 1986.
En 2002, el municipio se integró en el nuevo MRC de Les Chenaux, creado para reemplazar el MRC de Francheville, el cual era disuelto debido a la fusión de la ciudad de Trois-Rivières.

## Política
Saint-Luc-de-Vincennes está incluido en el MRC de Les Chenaux. El consejo municipal está compuesto por seis consejeros sin división territorial. El alcalde actual (2015) es Jean-Claude Milot.
|            | 2005-2009                                                                                    | 2009-2013 | 2013-2017 |
| Alcalde    | Jean-Claude Milot                                                                            | Jean-Claude Milot                                                                                             | Jean-Claude Milot                                                                                            |
| Consejeros | Françoise Asselin Luc Chartier Nicole Grenon Jacques Lefebvre Brigitte Noël Robert Normandin | Françoise Asselin Nicole Grenon Jacques Lefebvre Robert Normandin Francine Therrien* Daniel André Thibeault** | Françoise Asselin Nicole Grenon Jacques Lefebvre Frédéric Morissette Robert Normandin Daniel André Thibeault |

* Consejero al inicio del termo pero no al fin.  ** Consejero al fin del termo pero no al inicio.
El municipio está ubicado en la circunscripción electoral de Champlain a nivel provincial y de Saint-Maurice—Champlain a nivel federal.

## Demografía
Según el censo de Canadá de 2011, contaba con 591 habitantes. La densidad de población estaba de 10,9 hab./km². Entre 2006 y 2011 hubo una adición de 38 habitantes (6,9 %). En 2011, el número total de inmuebles particulares era de 273, de los que 261 estaban ocupados por residentes habituales.
Evolución de la población total, 1991-2015

## Economía
Antes, la industria forestal, la cultura de lino y de fresa era la base de la economía local. Ahora, la agricultura, la pequeña industria y el comercio al por menor constituyen las actividades en la localidad.

## Sociedad
Desde 2006, Défi Mauricie, que tiene lugar al fin de enero todos los años, es una prueba del circuito de course de chiens de traîneaux de América del Norte. Comporte prueba de Ski joëring también.